# Juan Francisco de Larrechea
Juan Francisco de Larrechea Barnetche fue un abogado y político argentino, nacido en Buenos Aires el 25 de noviembre de 1921y fallecido el 28 de junio de 1987. 

## Datos biográficos
Sus padres fueron Juan F. de Larrechea y Nélida Barnetche.
Estudió en la Facultad de Derecho y Ciencias Sociales de la Universidad de Buenos Aires, recibiéndose en 1947 con la especialidad civil y comercial. Se desempeñó como profesor de Educación Democrática en el colegio nacional “Domingo F. Sarmiento” y como integrante del directorio del Banco de la Nación Argentina.
Políticamente adhirió a la Unión Cívica Radical Intransigente. En 1960 fue nombrado interventor federal en la provincia de Córdoba, asumiendo el cargo el 15 de junio de aquel año. Larrechea se hallaba vinculado al entonces ministro de economía nacional, Álvaro Alsogaray.
El mismo día de la asunción de Larrechea, hicieron lo propio los doctores Jorge Bermúdez Emparanza y Ezequiel Cortese, como ministros de gobierno y de hacienda, respectivamente. Al día siguiente, lo hizo el Ing. Alfredo Seeber, en la cartera de obras públicas, y el 22 de junio, el Dr. Julio César (quien era el único cordobés de ellos), en la de salud pública.
Durante el período en que estuvo a cargo del gobierno de Córdoba intentó evitar los diversos problemas gremiales y sociales. En marzo de 1961, le fue solicitada a Alsogaray su renuncia por parte del presidente Arturo Frondizi; por esta razón, Larrechea se alejó del cargo de interventor, el día 20 de dicho mes.
Con posterioridad, fue presidente del Banco Industrial de la República Argentina entre los años 1961 y 1962, e integró el Instituto Americano de Estudios Vascos.